# 薩沃島海戰
薩沃島海戰（The Battle of Savo Island）亦稱第一次薩沃島海戰（日方稱為第一次所羅門海戰（第一次ソロモン海戦）。此外日方資料上的「薩沃島海戰」，盟军方面则称為埃斯佩蘭斯海角海戰）；此战發生時間起於1942年8月8日半夜，至8月9日凌晨，僅90分鐘內全部戰鬥結束。這是場第二次世界大戰太平洋戰爭中大日本帝國海軍與盟國海軍雙方海面艦艇會戰的著名海戰，也是瓜達爾卡納爾島戰役爆發五場海戰裡的第一場，結果日軍大勝。美軍將此役視為其歷史上三大敗仗之一。
对于盟军而言，这次海战的直接恶果就是盟军在8月到11月瓜达尔卡纳尔岛海战的三个月的时间丧失了夜间制海权，从而陷入了瓜岛消耗战；对于日军而言，这次海战虽然取得了胜利，但是却未能对美军的登陆舰只和陆战部队造成任何损失，从而无法阻止盟军在瓜岛的登陆行动。

## 背景

### 美军登岛
1942年6月，日军于中途岛海战惨败，原定进攻新喀里多尼亞、斐濟、萨摩亚的FS作戰被迫延期。为了防御特鲁克群岛，同时也为了弥补损失的艦载机兵力，日军第四舰队司令井上成美中将提议在瓜达尔卡纳尔岛建设机场，希望能在8月5日进驻30架战斗机和舰载机、8月15日进驻一个航空队。实际上在7月底工程队就已经完成了一条跑道，日军战机即将可以入驻。这是所谓的“所罗门群岛及新几内亚东部航空基地建设作战（SN作战）”的一环。7月26日，第八舰队接替第四舰队（旗舰鸟海，三川軍一中将）驶往西太平洋警戒区域，井上及其司令部均认为“美军不会出现在西太平洋诸岛”。拉包尔的第八根據地隊司令官金泽正夫以及第八舰队也持相同的意见。
但出乎日军意料，1942年8月7日盟軍（大部分为美國海軍陸戰隊）登陸所羅門群島的瓜达尔卡纳尔岛、图拉吉岛及佛罗里达群岛。登陸的目標是阻延日軍在此建立基地，尤其是瓜岛上正在修建、即将完工的机场。该机场一旦完工，日军即可凭借東所羅門群島的这些前进基地威胁美國至澳大利亚之间的补给线。盟軍亦想利用島嶼開始對所羅門進行反攻，孤立或佔據日基地拉包爾以及支援盟軍新畿內亞戰事。盟军的登陸引发了長達六個月的瓜達爾卡納爾島戰役。
盟軍在瓜达尔卡纳尔及图拉吉的總司令是美國海軍中將法蘭克·傑克·弗萊徹，他同时负责指揮航母給予空中掩護。美軍海軍少將凱利·特纳指揮盟軍两栖艦隊，以將16,000名盟軍士兵運往瓜达尔卡纳尔及图拉吉。特纳的手下还包括英軍海軍上將维克多-克拉奇利的护卫舰队，拥有着八艘巡洋艦、十五艘驅逐艦以及五艘掃雷艦，负责保护特纳的船只，以及为登岛部队提供火力支援。克拉奇利的舰队大部分是美国軍艦，旗艦则为澳大利亚的重巡洋艦澳大利亞號。
盟軍的登陆让守岛日军措手不及。登岛部队迅速控制了图拉吉以及周边小岛，並於8月8日晚占领了瓜达尔卡纳尔的机场。8月7日及8日來自拉包爾的日軍軍機多番攻擊盟軍艦隊，使運輸船喬治·F·艾略特号著火（後來沉沒），并重创驱逐舰贾维斯号。在這些空戰中，日軍損失36架軍機，美國損失19架，當中14架是舰载戰鬥機。

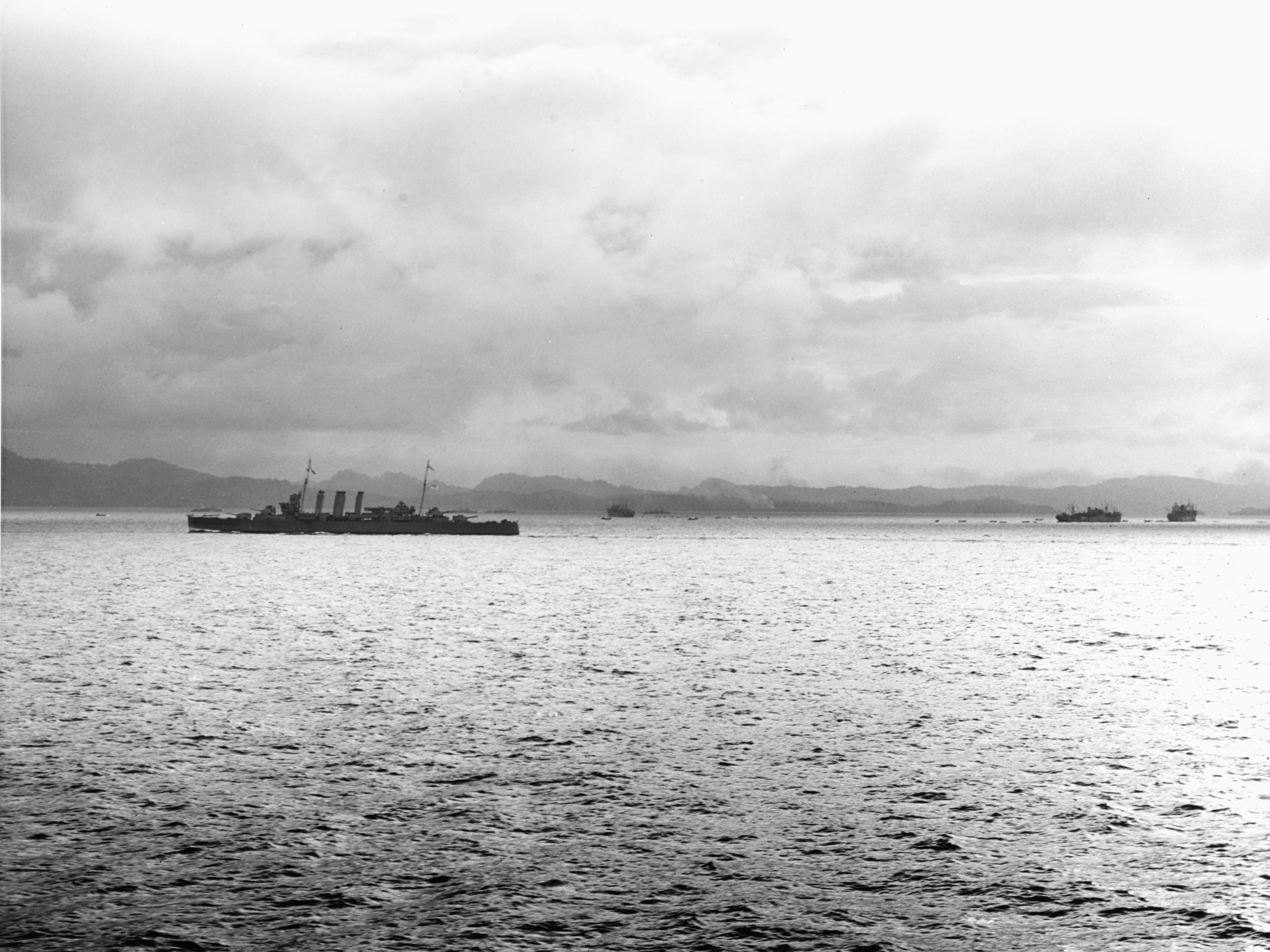
堪培拉号重巡洋舰 (D33)（中左）保護三艘盟軍運輸船（圖大右），圖拉吉提供士兵及補給支援。

由于美军舰载战斗机损失甚多，弗莱彻担心他的航空母舰接下来会受到日军的空中打击，同时亦考虑到燃料所剩不多，决定于8月8日撤出作战区域。有些历史学家认为弗莱彻的燃料问题只是藉口，实际并不严重。弗莱彻的传记则写到，他认为登陆目标已如期实现，又没有发现要空中打击的敌军，因为他损失了21架舰载战斗机，为了躲避鱼雷打击，以及在日军舰队出现前完成补给，而作此决定，而且他已事先通知了特纳和亞歷山大·范德格里夫特。但是，特纳一直以为直到9日所有物资运上岸前，弗莱彻都会为他提供空中掩护。
雖然卸运物资的速度比原定預期計劃為慢，特纳依然決定，没有了航空母艦的保護，他必须从瓜达尔卡纳尔岛撤走他的船只。他計劃在夜间盡快卸货，第二天撤退。

### 日軍回應
日军第八舰队司令部接到图拉吉的急电后，作出了“出现了有力的敌军航母部队及登陆部队”的判断。第八舰队首席参谋神重德和参谋大前敏一衝進陆军第17军司令部，将已经入睡的参谋长二見秋三郎叫醒，告知美军已经开始了大规模反攻的消息。第11航空舰队参谋高桥大佐听闻消息后，直接与25航战司令官山田定義少将商议，确认了事态的严重性。
日军计划用基地航空队应对美军的航母部队，用第八舰队驱逐剩余的水面舰艇，然后用海军陆战队的一个大队夺回被占领的地区。航空队出动的同时，第八舰队也准备出击，包括三川旗下驻守拉包尔的重型巡洋艦鳥海號，輕型巡洋艦天龍號、夕張號，以及驅逐艦夕凪號；并且急电五藤存知少将指挥的第六巡洋战队四艘重巡：青叶号、古鹰、加古和衣笠正从卡维恩港赶往拉包尔。
第八舰队的轻巡洋舰天龙、夕张，驱逐舰夕凪三舰舰龄较长，比起重巡洋舰舰队无论速度还是训练水平都有所不及，难以在夜战中承担一击脱离的战法，故此本准备留置于拉包尔。但在第18战队首席参谋篠原多磨夫坚持之下，三川最终同意让其同行。但三舰并非作为前卫，而是跟随在舰队最后方，以免妨碍舰队夜战。
由于集合的兵力没有进行联合演练，舰速参差不齐，难以进行复杂的舰队动作。夕张的三根传动轴之中又有一根损坏，导致航速不到30节，但原定的全舰队以36节航速突击的作战计划没有变更。作战参谋神重德在出击前的作战会议上强调了要点：
- 运输船为首要目标；
- 为了避免复杂运动，组成单纵阵，一击脱离；
- 在天亮前退至敌军航母攻擊范围之外，避免重蹈中途岛覆辙；
- 经由所罗门群岛中部航路，向瓜岛进军。

同时第八舰队还向第17军要求派兵支援夺回瓜岛以及图拉吉的作战。但第17军以正在准备新几内亚东部作战、无法立即回应为由，拒绝了海军的要求。因此海军只能出动海军陆战队搭乘运输船明阳丸号赴图拉吉。8月7日519名海军陆战队士兵上船出发。
第八舰队的作战被联合舰队司令部认为风险太大。日军尚未知晓美军舰队的全貌，第八舰队也没有舰艇在瓜岛周边行动，缺乏空中支援，也无法组成同一的行动队伍。但联合舰队司令长官山本五十六考虑到中途岛大败后海军士气低落的现状，以“这并非联合舰队的命令”的方式，认可了此次作战。
日軍在戰争前苦練夜戰戰术，此事未被盟軍察覺。三川的艦隊在8月7日黃昏於聖喬治角匯合，向東南偏東移動。

## 戰鬥

### 日军的空袭
第八舰队出发前后，8月7日上午8时许（日本标准时间），25航战下令第四航空隊的一式陆攻27架（由於時間緊迫，无暇换装鱼雷）、臺南海軍航空隊的零式舰战18架、第二航空隊的九九舰爆9架从拉包尔起飞，前去寻找美军航母。由於航程長，燃料耗盡或戰損的飛機可能無法飛回基地，日军同时出动水上飞机母舰秋津洲、第八舰队29驱逐队驱逐舰秋风、追风和二式飛行艇一艘以搜救飞行员。日军机群于中午抵达瓜岛上空，但未发现美军航母，于是改为袭击图拉吉周边的盟军舰艇。但事实上在接到布干维尔的监视员的报告后，约60架美军战斗机赶到了图拉吉上空待命。日军的第一波攻击仅仅造成一艘驱逐舰轻伤、击落战斗机11架、舰载轰炸机1架，日軍损失陆攻5架、战斗机2架，但却报告击落战斗机48架、轰炸机5架、中型飞机1架。第二波的舰爆报告重创两艘巡洋舰，自身损失4架，残余5架按预定计划在肖特兰东南方着水。但美军实际上只有麦霍号驱逐舰 (DD-389)被击伤，另损失俯冲轰炸机若干。日军次日再度以零战15架、陆攻23架袭击盟军舰队，重创贾维斯号驱逐舰 (DD-393)，运输船喬治·F·艾略特号被迫弃船，而日軍损失18架陆攻、1架零战。但是，日军的两日合计战果则宣称“击沉运输船9艘、巡洋舰2艘、驱逐舰1艘，击伤运输船2艘、巡洋艦3艘”。
虽然日军的空袭基本失败了，但弗莱彻依然为此忧心忡忡。他在珊瑚海海战和中途岛海战中先后损失列星頓號和約克鎮號航母，而在最近两天的战斗中损失了战斗机16架、俯冲轰炸机1架、侦察机1架。而在图拉吉上空出现的零式舰战则让他坚定了“日军的航母正在附近”的想法。因此他让黄蜂号和进取号搜索根本不存在的日军航母。8月8日上午，黄蜂号的侦察机击落了一架日军水上侦察机。弗莱彻感到他现在的美军航母舰队和中途岛海战南云的机动部队处境相同，于是下令撤退至攻击范围以外。下午，航母舰队中断了空中支援的任务南下。

### 日舰逼近

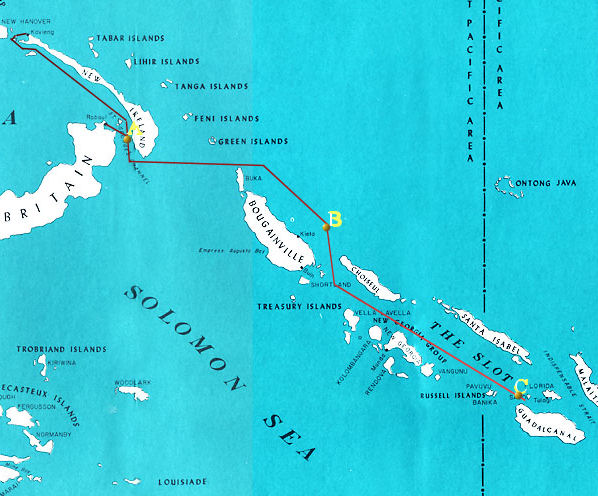
三川从拉包尔和科维恩出发，在布干维尔东海岸停留，然后南下槽海攻击瓜岛和图拉吉岛沿海的盟军舰队

三川决定将舰队开过布卡岛北边然后从布干维尔岛东海岸南下，舰队将会于8月8日晨在基塔东边停留六个小时以防路程最后一段上受到盟军飞机攻击。接着他们要从危机四伏的槽海中前进，一路上只能寄望于昏暗的光线，不被美军飞机发现。但是实际上日本舰队在圣乔治海峡就被发现了，当时舰队從準備伏擊的S-38號潛艇100碼遠處通過，该艇因距离太近无法发射鱼雷，但是艇长H.G. Munson少校发报称“两艘驱逐舰和三艘更大的不明船只正在圣乔治角以西的140航向上高速航行”。
三川一到达布干维尔就命令舰队在广阔海面上散开，以防舰队实力暴露，同时放出四架水上飞机来侦察南所罗门群岛的盟军实力，尤其是美军航母。中午的时候，在第八舰队西面搭载着陆战队的运输船团接到命令返回拉包尔。但途中运输船明阳丸号被S-38号潜艇击沉，有163人被救起，373人死亡。
10時20分以及11時，新畿內亞米尔恩湾飞来的澳大利亚空军哈德遜式侦察机发现了日舰。第一架哈德逊式把他们错认为“三艘巡洋舰，三艘驱逐舰和两艘水上飞机母舰” (有一些说法认为飞行员没有认错，但是米尔恩湾的情报军官更改了他们的报告内容)。哈德逊的乘员试着将发现的敌情通过新几内亚佛尔河的电台上报，但是没有回音，于是该机于12:42回到米尔恩湾以尽早上报。该机没能回应第八舰队的敌我识别信号，于是日舰用防空炮火迎击，并且佯装北上。该机发送的电报被鸟海号截获。第二架哈德逊也没能成功用电台上报情况，然后他们完成了巡逻然后到15时才回到米尔恩湾，报告看到“两艘重巡洋舰，两艘轻巡洋舰和一艘不明舰。”由于未知的原因这些报告分别直到8日18:45和21:30才转报给瓜岛外海的盟军舰队。
盟军的侦察机离开后，三川的水上飞机到12:00时返回，报告发现两群盟军舰只分别呆在瓜岛和图拉吉岛外海。三川判定盟军“战列舰1艘、重巡4艘、驱逐舰7艘、疑似改装航母1艘、运输船15艘”，同时判断250海里以内没有美军航母，无需担忧空袭。他重新收拢队形开始向瓜岛进发进入了舒瓦瑟尔岛附近的槽海海域。当日16时，第八舰队司令部收到了25航战夸大了的战果。因为没有发现美军航母，而目的地有大量运输船，他向下属舰下发了如下作战计划：
- 从萨沃岛南侧突入对瓜岛锚地的敌舰主力发动鱼雷攻击，其次转向图拉吉岛海域炮击、雷击敌舰，然后从萨沃岛北端后撤；
- 突入仅限单程，以最快速度脱离敌空袭范围；
- 突入从2330（日本标准时间）开始，次日日出（0440）前撤退到萨沃岛120海里范围以外；
- 为防止在狭窄的水道中战斗引起的混乱，各舰组成单纵阵，相隔1200米，完全不考虑掉头攻击；
- 为节省燃料，速度限制在26节；
- 分派水上侦察机3架到瓜岛泊地、1架到图拉吉岛泊地，用曳光弹照明；
- 各舰于信号塔两侧升起白色吹流，作敌我识别用；
- 考虑到右舷雷击机会较多，备用鱼雷全放到右舷。

三川经过槽海的行动未被盟军发觉，特纳要求南太平洋空軍指挥官約翰·麥凱恩将军8日下午增派一些监视槽海的空中侦察。但因为未知的原因，空軍并没有实行侦查，麦凯恩也未告知特纳情况。于是特纳错误地以为槽海全天都在空軍监视之下。

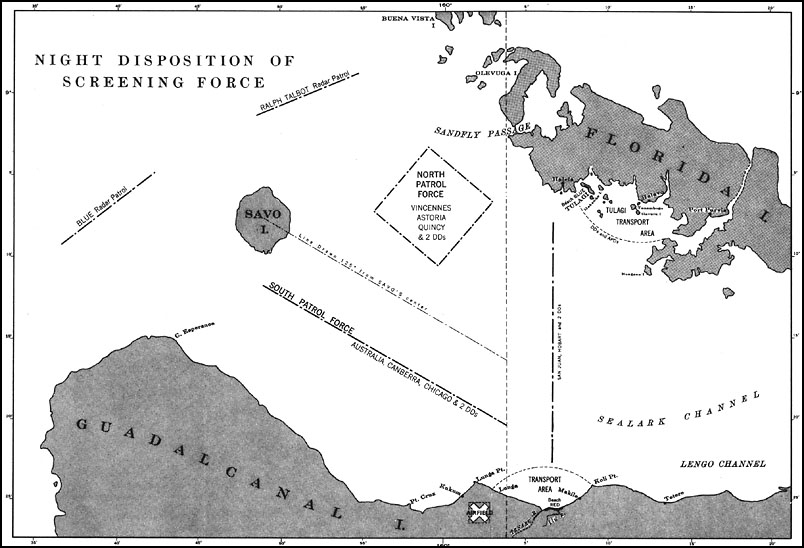
盟军舰船8日夜间位置图

为了在夜间保护作业的船队，克拉奇利将舰队分成三部分，南队由澳海军郡级巡洋舰澳大利亞號和堪培拉号，美军芝加哥号和驱逐舰帕特森号、巴格利号组成，在隆加角和萨沃岛之间巡逻，挡住前往萨沃的路口。北队由美军巡洋舰温森斯号、阿斯托里亚号和昆西号及驱逐舰赫尔姆号、威尔逊号组成在图拉吉锚地和萨沃岛间进行箱式巡逻来保卫萨沃与佛罗里达群岛间的海路。东队由美国巡洋舰圣胡安号和澳海军霍巴特号及两艘美国驱逐舰组成保护通往瓜岛和佛罗里达群岛海湾的东路。克拉奇利将两艘有雷达的驱逐舰放在萨沃以西提供预警。驱逐舰拉尔夫·塔尔博特号监视北路而布魯號监视南路，由于行动没有协调好，它们之间留有12－30公里宽的盲区。这时盟军还未意识到它们的早期舰载雷达有很大缺陷，例如会因为附近地形而受到严重影响。克拉奇利为了提防日本潜艇，将余下七艘驱逐舰紧密围护在两个运输队锚地周边。
经历两天的支援登陆行动，期间还要时时保持警惕的盟军船员已很疲劳了，另外天气酷热潮湿也是令人疲劳的因素。用萨缪尔-莫里森的话说，「此时水手人困马乏，导致了松散。」于是在8日夜克拉奇利的大部分船只都降为二级战斗值班，让船上一半的人到吊床或是在战位近旁休息。
晚上特纳在瓜岛海域的旗舰上召开会议，克拉奇利和陆战队司令官亚历山大·范德格里夫特与会。他们讨论了弗莱彻的撤离以及之变得紧迫的运输船撤离计划。20:55时克拉奇利离开了南分队，乘澳大利亚号来参加会议，于是芝加哥号舰长霍华德.D.波德接替指挥南分队。克拉奇利当时并未通知其他舰长他离队了，这导致了之后的指挥混乱。波德虽然被叫了起来，但却决定不按照惯例将座舰置於南分队的首舰位置，然后又去睡觉了。在会上特纳、克拉奇利和范佛里特讨论了哈德遜式偵察機交来的“水上飞机母舰”报告，认为它不构成威胁，因为一般来说水上飞机母舰都不会参加水面进攻。范说他要去检查运输船队在图拉吉的卸货情况才能建议船队何时撤离。他于午夜离开去作检查了。克拉奇利决定不将澳大利亚号开回南分队，而是将它停在瓜岛运输队的锚地外，同时没向任何盟军舰长通报他的意图和位置。

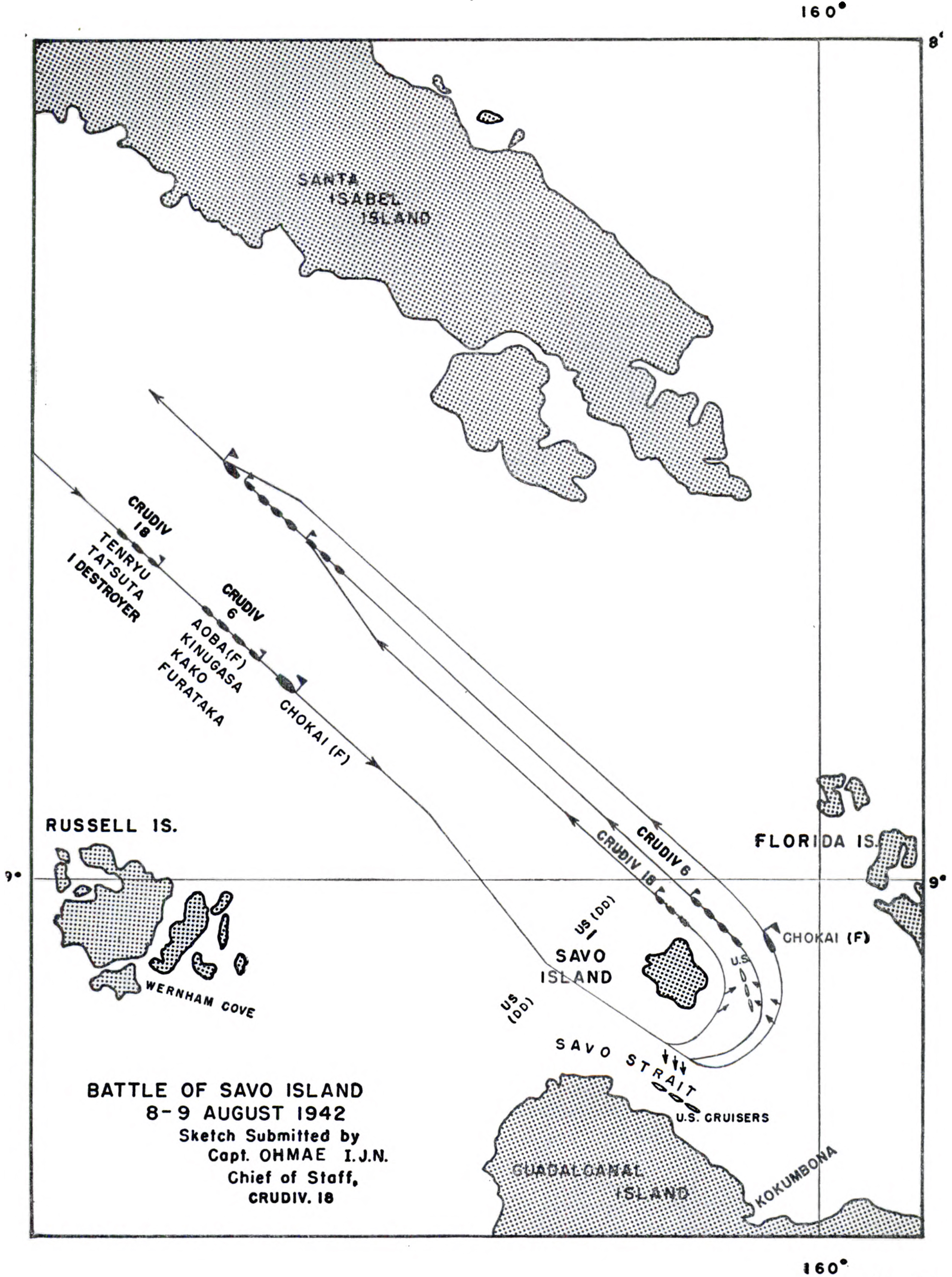
日军舰艇进入交战区域以及退出示意图

### 日舰突入
开始突入时月亮尚未升起，交战海域漆黑一片。三川靠近瓜岛海域时放飞了三架水上飞机开始准备夜战。水上飞机回报发现大量运输船，但没发现航母。尽管从8日23:45时起几艘盟军军舰看到或听到了水上飞机，却没人认为这种这种迹象是敌军进攻的信号，也没人向特纳或克拉奇利报告。
三川舰队排成三公里长的纵队，从头到尾是鸟海号、青叶号、加古号、衣笠号、古鹰号、天龙号、夕张号和驱逐舰夕凪号。00：44到00:54时之间瞭望员看到了前方9公里外的布鲁号驱逐舰。布鲁号装备的雷达乱反射严重，无法使用，而船员则将日舰当成了拉尔夫·塔尔博特号。

### 萨沃岛以南的战斗
为了躲开布鲁号，三川转向萨沃岛北端。他也下令舰队速度降到22节以免浪花被发现。四分钟后舰队了望员发现了一个目标，有可能是大约16公里以外的拉尔夫·塔尔博特号，也可能是一艘国籍不明的帆船。日本舰队维持航线不变，但是用50多门炮指着布鲁号，一旦有任何布鲁号发现了他们的迹象就立即发动攻击。当布鲁号离三川不到两公里远时，她到达了巡逻路线尽头而突然转向确认没被发现后，三川改变航向，转回萨沃岛南端并加速到26节，后来又加到30节。01:25三川命令各舰自行作战，01:31下令“全舰开火”。
这时夕凪号脱离了日军舰队掉头回航，也许这是因为夜暗中她看不见前方日舰，也可能是她被命令为三川舰队警备后方。一分钟后日军发现左方有一艘舰只，正是之前受伤而脱队单独去澳大利亚修理的贾维斯号。贾维斯号是否看见了日本军舰不得而知，因为船上的电台已经损坏。古鹰向她发射了鱼雷结果没命中。日本舰队在最近只有1100米从与贾维斯号交肩而过，距离近得天龙号上的人员能看到她甲板上没有任何人员在活动。因为没有记录证明贾维斯号採取了行动，故此无法判断贾维斯号船员当时是否发现了日军。
发现贾维斯号两分钟后，日军了望员看到了大约12.5公里外的盟军南队的巡洋舰和驱逐舰。燃烧着的埃略特号的火光使得盟军舰只的轮廓特别清楚。几分钟后在约01:38时日军开始向南队发射第一批鱼雷。这时鸟海的了望员也在16公里外看到了北队的舰只。鸟海开始转向面对新的敌人，纵队中的其他日舰也都同样转向，但依旧保持着与南队炮战的准备。
帕特森号的舰长非常重视白天时收到的日军战舰和晚间不明飞机的目击报告，因此她的乘员早就作好了警惕。01:43时帕特森号于正前方五千米外发现了一艘日舰，也许是衣笠号，于是立刻用无线电和灯号发出警告“警报！警报！有不明舰只开来！”她随即加到满速，并向日军舰队方向发射信号弹，她的舰长下令鱼雷攻击，但是由于驱逐舰已经开火，炮火轰鸣，没人听到这道命令。
就在帕特森号发出警报并且向日舰作出回应时，日军水上飞机在芝加哥号和堪培拉号上方投下了照明弹。堪培拉号舰长弗朗克·盖廷立即下令加速，左转掉头，挡在日舰和运输船之间，同时调转全部炮口准备向所有能看得见的目标射击。就在堪培拉瞄准日舰之际，在不到一分钟之内鸟海和衣笠向其开火，短短数秒内就有多发命中。青叶和加古也加入了战团，在三分钟内堪培拉号被日军主炮命中24发。最初的几发命中让炮术长当场身亡，舰长也受了重伤，还摧毁了两个锅炉室，使全舰丧失了动力，既无法开火，也无法发报。堪培拉号缓缓停下，着火燃烧，右倾5到10度，因为缺乏动力，无法扑灭大火，也无法泵出积水。由于所有日舰都在堪培拉号左侧，因此右侧的损伤有可能是炮弹从左侧低角度射入、然后从右侧水线以下射出造成的，也有可能是右侧遭到了鱼雷袭击。如果这真的是鱼雷击中了堪培拉的右舷的话，那么有可能是来自于附近的盟军船只的攻击，而此一时刻只有美国驱逐舰巴格利号在这艘澳大利亚巡洋舰的这一侧，并且也的确在稍早前发射了鱼雷。
芝加哥号上的船员看到空投的照明弹，以及堪培拉号的突然转向，警觉了起来，将舰长波德从“香甜的美梦”中叫醒。波德下令用战舰的5英寸（127毫米）炮向日舰开火，但没有命中。01:47一枚可能是鸟海发射的鱼雷击中芝加哥号的舰首，剧烈的震动让主炮转向机构收到了损坏。第二枚鱼雷命中但没有引爆。另外一枚炮弹命中主桅，杀死了两名船员。芝加哥号向西航行了40分钟，脱离了她所应该保护的运输船，用副炮向其后的日本舰列射击，有可能命中了天龙号，造成了轻伤。波德并没有对南部各盟军舰船下令，虽然此时在技术上他依然有着指挥权。更为严重的是，他并没有向瓜岛的舰队或者人员发出警告，而是自顾自地脱离了战斗区域。
此时帕特森号开始与日舰交火。帕特森号舰艉被命中1次，造成中破，10名船员丧生。而帕特森号继续追击，可能击伤了衣笠，使其中破。其后帕特森号沿萨沃岛东北行驶，与日舰脱离了接触。巴格利号紧接着堪培拉号和帕特森号反应了过来，但左舵绕了个大圈，此时日军舰列已飞快地消失，巴格利号只能朝着大概的方向发射了鱼雷，其中有可能一到两发命中了堪培拉号。巴格利号在接下来的战斗中无所作为。
夕凪号向西脱离战斗区域，途中与贾维斯号对射，但双方无一命中。夕凪号的意图是想与三川的舰队在萨沃岛西北会合。芝加哥号的船员目击到了贾维斯号和夕凪号之间的炮击战。01:44，三川的舰队驶向北部舰队，其中天龙和夕张脱队，走了一条更偏西的航线。古鹰号跟随着天龙和夕张，有可能是因为操舵的原因，但也有可能是防止碰撞。如此一来，盟军的北部舰队陷入了被日舰两方包夹的态势。

### 萨沃岛以北的战斗

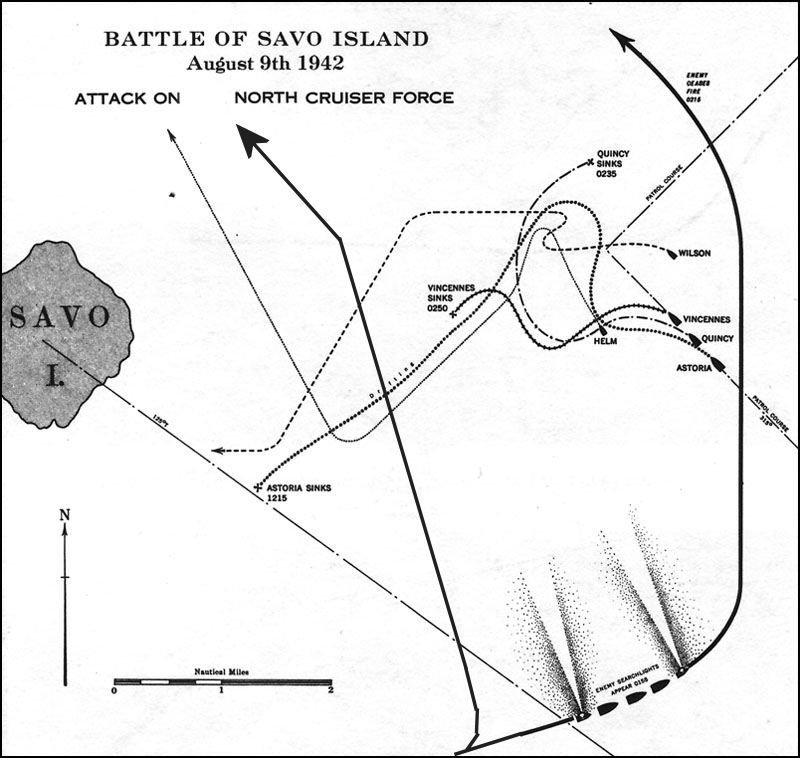
薩沃島東北部的戰況。

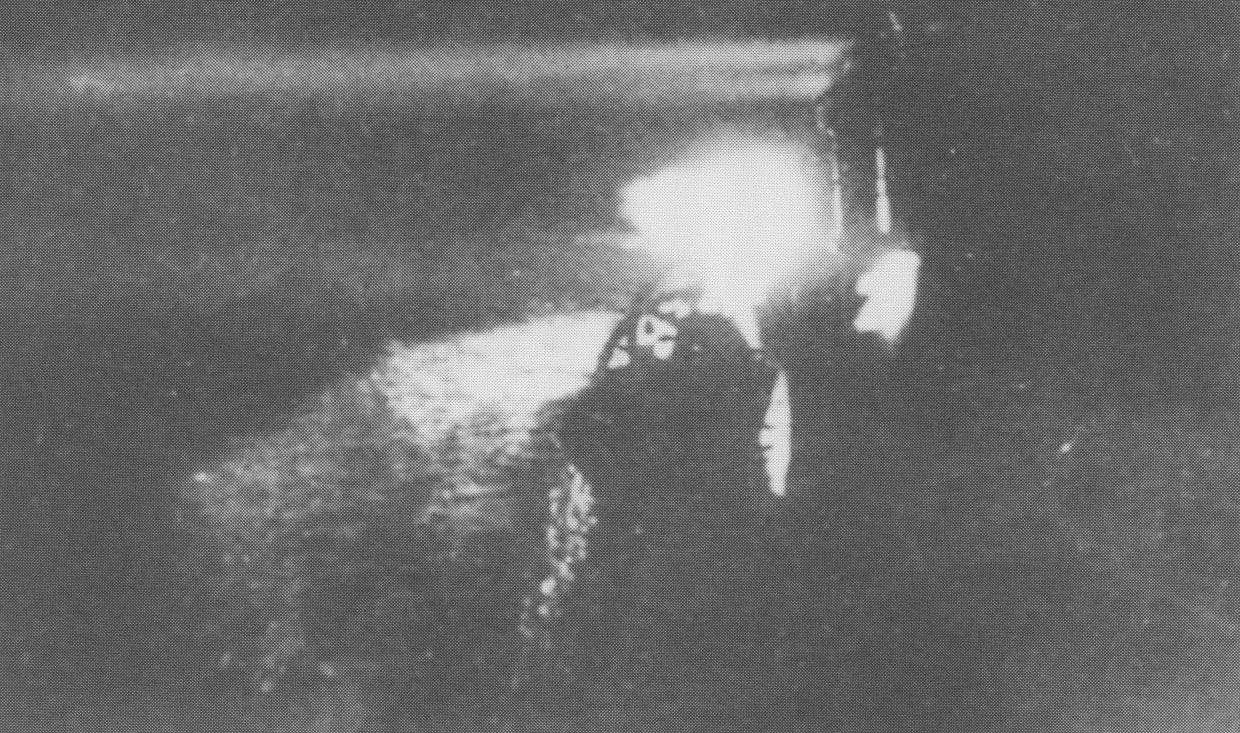
日本轻巡洋舰夕张号在用探照灯瞄准北方支队

當三川的部隊攻擊南方艦隊時，三艘北方艦船上舰长正在睡覺，以10海浬慢速航行。 雖然三艘艦船的船員觀察到了薩沃島南方的戰況，亦收到了帕特森號的警告，但是要从二级值班转为全体战备需要时间。01:44时日舰开始向北部舰队发射鱼雷。01:50又开始用探照灯瞄准开炮。
阿斯托里亚号的舰桥人员在01:49时看到了南方的炮火后命令“全体战备”。01:52时，在日军探照灯和炮弹落过来后不久，她的炮班人员发现了日舰并开火。而舰长在熟睡中被叫醒时，却冲上去舰桥要求停火，以为那是友舰。但炮弹持续在阿斯托里亚号附近落下，不到一分钟内舰长就命令继续开火。但鸟海号很快就校准了距离，阿斯托里亚号中弹起火。
|  | 当我来到舰桥上时，我发现是一片尸体堆，只有三四个人站着。在航海室裡唯一一个站着的是信号员站在舵轮边，徒劳地试着左舵阻止舰的右转向，经他指点我找到了舰长，就躺在舵轮边，舰长曾向他指示要搁浅本舰所以他在试着把它开向萨沃岛，它在左前方约4英里处。我来到房间左边看出去发现船只已经严重左倾，船首开始下沉。这时舰长站起来又倒下了，很明显他死了，除了一声呻吟，再没别的声响。 |

美国驱逐舰海尔姆号和威尔森号尽力地搜索日舰，她们短暂地向三川的巡洋舰开火但是没有造成损失，自己也未被命中。
02:16时，日本舰队驶出攻击范围，停止向北方支队开火。拉尔夫·塔尔博特号遭遇了古鹰號，天龙號和夕张号，日舰用探照灯锁定了拉尔夫·塔尔博特号，并命中数发，造成了严重破坏。但是飑雨掩蓋了拉尔夫·塔尔博特号，日舰于是丢下她离去。

### 日舰撤退
02:16时三川召開會議讨论是否继续攻击美军运输船团。当时日舰已经队形散乱，重新组织起来需要时间。各舰的鱼雷管要重新装填，这要很长的时间；而且鱼雷和炮弹消耗甚巨。
另外三川担心美军航母就在附近，因此如果发起攻击，他可能无法在天亮前逃出打击圈。然而三川并不知道美军航母已经离开。当时数名军官，特别是鸟海號的舰长早川干夫大佐再三催促他发起攻击，曾说“如果担心全舰队安危可让其他舰只撤退，只留鸟海一舰去攻击”。而大西新藏参谋长和神重德首席参谋则主张撤退。
02:20时三川下令撤退。

## 戰後

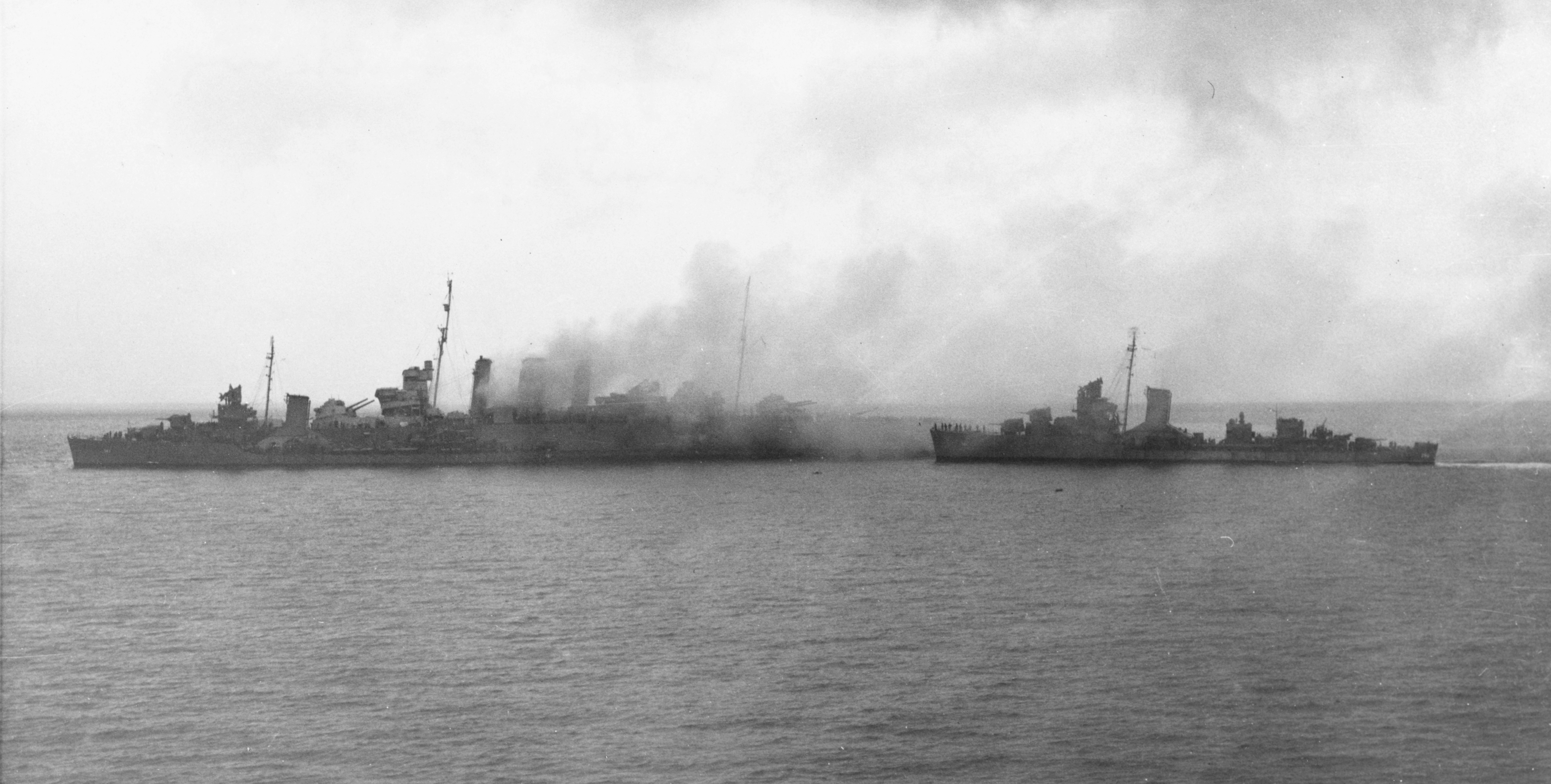
美軍驅逐艦布魯號及派特森號疏散陷入火海中的堪培拉号重巡洋舰 (D33)艦上人員

9日4时帕特森号开到堪培拉号旁帮她灭火。到5时火势得到控制，但是特纳决心在6:30以前撤走所有舰只，因此下令击沉。在人员转移后塞尔弗里奇号和埃利特号将她击沉。
这一天稍过些时候范德格里夫特向特纳说他需要时间从船上运物资，于是特纳将撤退时机推到下午。阿斯托里亚号的火灾在奋战之后仍然无法控制于是在12:15时沉没。
这天早上，一名布干维尔岛的澳大利亚海岸观察员报告说从拉包尔飞来日本空袭飞机，为此船团停止作业一段时间但却没有空袭发生。直到战后盟军才得知这次的空袭目前标是瓜岛南边的贾维斯号，该船在空袭中沉没。到夜间所有的军舰和运输船离开了瓜岛海域 。
至于日军，第八舰队从所罗门中央水路以30节速度撤退，在天亮前就平安撤离攻击圈。9日上午，三川下令第八舰队解散，第六战队的4艘重巡驶往新爱尔兰群岛卡維恩，夕张和夕凪前往肖特兰锚地，鸟海和天龙则返回拉包尔。10日早上，第六舰队离卡維恩还有100多海里，已经进入了本方制空范围内。第六战队司令五藤存知少将下令减速至16节，以之字形反潜路线前进。日本时间0710加古号上的瞭望员急报“右方50度、1000米、疑似鱼雷”，但加古号已经来不及避让，舰首、舰中、舰艉各命中鱼雷一发，中雷5分钟后即沉没。击沉了加古号的美国S-44号潜艇没有使用潜望镜，而是在水下听音，在650米处发射了4枚鱼雷，然后立即退避。
因为向图拉吉运兵的运输船被潜艇击沉，最初的反攻瓜岛和图拉吉的计划遭到了挫败。第八舰队本来是要攻击运输船，结果还没送上岛的重装备毫无损失。不过盟军因为担心日军的攻击，暂停了物资卸载；已经上岛的装备数量很少，大部分都积压在运输船上。虽然没有摧毁运输船队，但第八舰队的行动也妨碍甚至阻止了装备的卸载，依然取得了一定成果。另外也有意见指出，即使第八舰队彻底消灭了运输船队，但盟军依旧拥有着压倒性的物资与运力，而且瓜岛离澳大利亚如此接近，而日军由于零式舰战的航程的缘故也到了制空权的极限。
陆军方面，负责尽速夺回瓜岛的17军参谋长二见秋三郎少将哀叹道：“叫他去取蜜柑，结果只剥了层皮就回来了。”他在日记裡对第八舰队由于害怕航母而处处躲避的做法相当不满。海战后敌人运输船队依旧存在，山本五十六大怒，把第八舰队的战绩明细书一把抓烂，“就凭这种东西也想要拿勋章吗！”但最终还是在联合舰队参谋的劝说之下，认可了功绩。山本的幕僚、参谋长宇垣缠也对第八舰队的行动提出批评：“损伤不大，弹药也还有，真的有必要撤退吗？”同时针对瓜岛周边侦察不足的情况，指责航空队和潜艇“根本没意识到本次作战的重要性”。

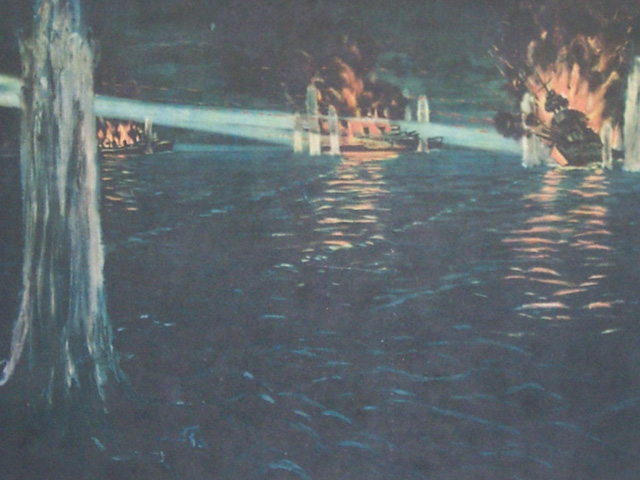
日本的战时绘画，描绘了在萨沃岛日本战舰摧毁美军三艘巡洋舰的场面

有说法称永野修身曾经向三川交待说“虽然是无理的要求，但是日本的工业力有限，希望尽可能不要损坏军舰”而造成了这种决定。同时也有学者认为即使三川击毁了船团，考虑到美国的物质实力和瓜岛离澳大利亚的距离近却远超出零式的航程，最终还是要战败的。第二日胡蜂号的舰长福雷斯特·謝爾曼曾向弗莱彻要求追击日本舰队被驳回，有学者认为如果这要求得到许可三川舰队将难于幸免。
日军自从中途岛大败以来一直低落不振的士气，受到此次大胜的鼓舞而昂扬起来。此海战使得立案的神重德大佐被捧为“作战之神”，从此他的鲁莽作战每每得到通过也与此不无关系。另一方面，日军空中部队的战果误认问题始终没有得到解决。日军上报为“确定重巡4艘重巡3艘起火沉没，另击沉轻巡一艘驱逐舰六艘，重创轻巡一艘驱逐舰两艘”。日方将此战报和25航战的错误战果合称“第一次所罗门海战”，作出了战果辉煌的“美重巡洋艦6艘、英重巡洋艦2艘、美輕巡洋艦1艘、英輕巡洋艦1艘、艦型不詳輕巡2艘、驅逐艦9艘、潜水艦3艘、輸送船10艘”和“戰列艦1艘、重巡洋艦4艘、輕巡洋艦4艘、輸送船10艘擊沈。重巡1艘擊破、輸送船4艘擊破、重创。擊落戰鬥機49架、轰炸機9架。我方喪失航空機21架、巡洋艦2艘受損”的大本营公报。日后的马里亚纳猎火鸡大赛、台灣空戰和雷伊泰灣海戰中的误报问题愈发严重。宇垣缠自己写到：“早就认识到了目视判定的战果和实际情况有很大差距”。而第八舰队从这一战开始，也不信任友军的战果，几乎是将己方的航空战果按十分之一来计算的。
号
此外，笼罩在大胜的阴影之下的，还有夜战时使用探照灯的舰船会有遭到敌军集中攻击的危险的问题。天龙号的探照灯被击毁。鸟海号虽然只是小破，但是命中203毫米弹6发、127毫米弹4发。尤其是击穿了鸟海号舰桥后方作战室的一发炮弹如果爆炸的话，只有一墙之隔的司令部将会全体战死；但是因为这发炮弹未爆，鸟海号才只有死亡34人、负伤48人。死伤者中除了第一炮塔内战死的15人以外，主要是通信甲板上的观察员等非战斗配置人员。青叶号上的鱼雷也曾被机枪命中，引发了火灾，如果不是杉浦一等水兵的拼死扑救，青叶号有可能当场爆炸沉没。这些问题因为三川下达了封口令秘而不宣，结果导致了瓜岛海战（日方称第三次所罗门海战）战列舰比叡号的沉没。
美军方面，此战之后几个月内，只能用小型船队在从新赫布里底群岛出发的航母和亨德森机场掩护下，在白天往瓜岛运送补给，使得岛上美军只能依靠最低限度的弹药补给，来抵御日军岛上部队的多次进攻。
美军此次战斗中的拙劣表现，与其低劣的弹药质量也不无干系。芝加哥号战斗时发射的44发照明弹最终只有6发爆炸。8日被击伤的喬治·F·艾略特號号运输船最终被决定放弃，美军驱逐舰发射的4枚鱼雷虽然全部命中，但只有1枚爆炸。这种问题的原因在于美军的鱼雷都没有经过实战测试，要到1943年8月美军潜艇司令查尔斯·A·洛克伍德少将进行测试后才逐步解决。
尽管美军在此次战斗中惨败，但仍然获得了整个瓜岛战役的最终胜利。从事后诸葛的角度看，如果三川于8月9日攻击运输船队，有可能造成瓜岛会战以美军失败告终，并且使得南太平洋的战争进程更加困难。而美国战舰虽然一败涂地，但运输船队安然无恙；在接下来的几个月船队中的很多船都将会反复向瓜岛运送物资。
美国海军组织的调查委员会（“赫本调查”）于1942年12月开始正式查问盟军的相关高级海军军官。调查持续了数个月，但只正式谴责了一名军官：芝加哥号的舰长霍华德·波德，因为他并没有给其他盟军舰艇发出警告。调查委员会对其他人，包括弗莱彻、特纳、麦凯恩、克拉奇利和里夫科赫等，都没有提出正式行动。特纳、麦凯恩和克拉奇利此后的海军生涯看不出此海战的影响，但是里夫科赫再也没有指挥过军舰。波德在得知他将受严厉谴责时，在1943年4月19日于巴拿马巴尔博亚的住处开枪自杀。克拉奇利于1944年9月得到了军团优异勋章。
特纳后来说此败实在是奇耻大辱。歷史學家理查德·法蘭克指出：“此时美国海军还沉浸在战技术上优于敌人的感觉中。尽管已有大量的相反证据，但我们的官兵还深信我们比日本人优越而且能在任何交战情况下打败他们。 这种心态产生的唯一后果是一种毫无警惕的自信，一种懒散状态，以及将和平时的作法延续下去的惯性。我相信这种心理原因在所有战败原因中，远比奇袭的因素重要。”“这种懒散心态不经猛烈的打击是无法去掉的。而在萨沃之后美国人爬回甲板，开始面对他们历史上最野蛮的战斗。”

## 參看
- 薩沃島號護航航空母艦（英语：USS Savo Island）
- 太平洋 (电视剧) - 在HBO迷你影集第一集中出现了陆战士兵在滩头观看萨沃岛海战的场面，并提到了四艘巡洋舰沉没的结果。

## 註解
1. ↑  盟軍各艦艇水兵陣亡數字: 昆西号-389官兵，文森斯号-342官兵，阿斯托里亚-235官兵，堪培拉号-85官兵，拉尔夫·塔尔博特号-14官兵，帕特森号-10官兵，以及芝加哥号-2官兵。虽然贾维斯号在8月9日晚些时候沉没，舰上233名官兵全部阵亡，不过贾维斯号的损失通常单独另算，而并不算在本次作战内。芝加哥号的修理一直持续到1943年1月，拉尔夫·塔尔博特号则在美国，修理要到1942年11月才完成。帕特森号则是在战地进行修复。
2. ↑  日军各舰艇阵亡人数：鸟海号34人，天龙号23人，衣笠号1人。加古号在次日（8月10号）在即将抵达卡维恩的港口的时候就被击沉，舰上71人阵亡，不过这个损失通常单独另算。所有其它日军舰艇的损伤都可以现地修复。
3. ↑  另外兩場大敗仗是珍珠港事件與塔薩法隆加海戰。[6][7]
4. ↑  日本人用于夜战的有专门训练的夜间观察员，特别的光学器材和威力强大之九三式氧氣動力魚雷，通常他们要在夜间由水上飞机投下的照明弹帮助下苦练真实的夜战
5. ↑  虽然Enterprise中文经常被翻译成“企业号”，但舰名其实取自“进取”之意。[43]
6. ↑  第一架飞机的机组所误认的两艘日军巡洋舰，有可能是因为日军舰艇分散布置所致，此外该机还目击到一架正在返航的水上飞机。地面Fall River站台当时因为空袭警报而关机，故此没能收到这架飞机的报告。而当第二架飞机试图报告日舰情况时，站台拒绝接受报告，并且指责乘员打破了无线电静默。然而另有历史学者指称，第一架飞机并没有试图用电报发回信息，而是像往常一样完成了巡逻，没有额外提高警惕；回到米尔内湾后他们又“喝了杯茶”然后才提交报告。Loxton声称，根据他的研究，这些历史学者的指责是“离谱的谣言”和“诽谤”。
7. ↑  Dull says the time was 00:44, Loxton 00:53 (Shame of Savo, p. 171), Morison 00:54 (Struggle for Guadalcanal, p. 35), and Frank says 00:50 (Guadalcanal, p. 103)
8. ↑  阿斯托里亚号舰长的舰长的原话是：“托佩，我觉得我们是在朝友军设计。不要太冲动，匆忙行事！停火！”阿斯托里亚号的炮术长听到这个命令，回了一句“看在上帝的份上，下令开火吧！”舰长在目睹鸟海的第四轮跨射后宣布“不管是不是自己人，我们都得让他们停下来了。开火！”[99]从02:00到02:15，青叶，衣笠和加古也加入了炮击的行列，阿斯托里亚的锅炉房被毁，起火停船。02：16时阿斯托里亚一座还能操作的主炮向打来探照灯的衣笠还击，但没有命中而是击中了鸟海号的前炮塔，瘫痪了鸟海的这座炮塔，并造成中破[100]
9. ↑  贾维斯号击落了两架进犯的日机，机组乘员失蹤。

## 引用
1. ↑  Frank（1990年），第306–307页
2. ↑  Frank（1990年），第100–101页
3. ↑  Frank（1990年），第100页
4. 1 2  Frank（1990年），第121页
5. ↑  Frank（1990年），第117页
6. ↑  . Naval History and Heritage Command.   [2023-12-04]. （原始内容存档于2023-04-04）. the naval battles around Guadalcanal were bookended with two of the worst defeats in U.S. naval history (Savo Island and Tassafaronga), eclipsed only by Pearl Harbor.
7. ↑  . Naval History and Heritage Command.   [2023-12-04]. （原始内容存档于2023-04-04）. Thus ended one of the most ignominious defeats in U.S. Navy history, although technically Wright and TF-67 succeeded in their mission, since none of the supplies from Tanaka's destroyers made it ashore to starving Japanese troops on Guadalcanal.
8. ↑  #6戦隊日誌(5)pp.35-36
9. ↑  海軍生活放談，第499,519页
10. ↑  海軍生活放談，第518-519页
11. ↑  海軍生活放談，第495页
12. ↑  海軍生活放談，第496页
13. ↑  Hogue, Pearl Harbor to Guadalcanal, p. 235–236.
14. ↑  Morison（1958年），第14页
15. ↑  Frank（1990年），第621–624页
16. ↑  Morison（1958年），第14–15页
17. ↑  Loxton，第90–103页
18. ↑  Frank（1990年），第80页
19. ↑  Hammel（1999年），第99页
20. ↑  Frank（1990年），第94页
21. ↑  Loxton，第104–105页
22. ↑  Morison（1958年），第28页
23. ↑  Lundstrom（2006年），第368–385页
24. ↑  Morison（1958年），第59页
25. ↑  亀井宏（1994年），第347页
26. ↑  亀井宏（1994年），第104页
27. ↑  Dull（1978年），第193–194页
28. 1 2  Coombe（1991年），第21页
29. ↑  亀井宏（1994年），第122页
30. ↑  亀井宏（1994年），第130-131页
31. ↑  #18戦隊日誌(2)p.21
32. ↑  勝機，第104页
33. ↑  Loxton，第43–44页
34. ↑  Morison（1958年），第19页
35. ↑  戦藻録，第160页
36. ↑  亀井宏（1994年），第106-107页
37. ↑  勝機，第68页
38. ↑  亀井宏（1994年），第107页
39. ↑  勝機，第73页
40. ↑  鉄底海峡，第132页
41. ↑  勝機，第84页
42. ↑  勝機，第82页
43. ↑  . 美國海軍軍艦辭典. 美國海軍部歷史與遺產司令部. 「Boldness, energy, and invention in practical affairs.」
44. ↑  勝機，第83页
45. ↑  亀井宏（1994年），第135页
46. ↑  勝機，第93页
47. ↑  Loxton，第126页
48. ↑  Toland, John, The Rising Sun: The Decline and Fall of the Japanese Empire 1936–1945, Random House, 1970, p. 355.
49. ↑  #6戦隊日誌(5)p.39 
三川放出的水上飞机包括三架爱知零式水侦和一架川西九四水侦。其中一架零式水侦即为前文所述被黄蜂号派出的侦察机击落的那架，其乘员全部阵亡。(Loxton，第129頁)
50. ↑    1. 宗谷昭和史p.114，#18戦隊日誌(2)p.21
51. ↑  Frank（1990年），第88页
52. ↑  勝機，第10页
53. ↑  #鳥海詳報(1)p.4
54. ↑  Loxton，第139–150页
55. ↑  戦藻録，第161页
56. ↑  #6戦隊日誌(5)p.40
57. ↑  亀井宏（1994年），第133页
58. ↑  #鳥海詳報(1)p.5、#18戦隊日誌(2)p.14
59. ↑  #鳥海詳報(1)p.5、#6戦隊日誌(5)pp.40-41
60. ↑  Morison（1958年），第20页
61. ↑  Frank（1990年），第89–92页
62. ↑  Dull（1978年），第195页
63. ↑  Frank（1990年），第99页
64. ↑  Loxton，第80–81页
65. ↑  Morison（1958年），第32页
66. ↑  Frank（1990年），第96–97页
67. ↑  #鳥海詳報(1)p.13
68. ↑  Loxton，第165–166页
69. 1 2  Dull（1978年），第197页
70. 1 2  Morison（1958年），第36页
71. 1 2  Frank（1990年），第103页
72. ↑  Loxton，第171页
73. ↑  莫里森声称布鲁号后来发现一艘日本辅助帆船，却没能给出为何能确定那是日本船的证据(Morison 1958，第55頁)。洛克斯顿则说布鲁号认为那是一条无害的帆船。(Loxton，第216頁)
74. ↑  Loxton，第171-173页
75. ↑  Frank（1990年），第103-104页
76. 1 2  Morison（1958年），第36–37页
77. ↑  Loxton，第178页
78. ↑  Frank（1990年），第104页
79. ↑  Loxton，第179–180页
80. ↑  Loxton，第206–7页
81. ↑  Morison（1958年），第37页
82. ↑  Loxton，第180–184页
83. ↑  Frank（1990年），第105页
84. ↑  弗朗克并不相信是日军鱼雷所致，但也没有讨论盟军鱼雷误击的可能性。
85. ↑  Loxton，第185–205页
86. ↑  Loxton列举了幸存者的证言，船只记录，以及伤害分析，坚信是巴格利号的鱼雷命中了堪培拉号。Morrison (Struggle for Guadalcanal, pp. 37–38.)则认为堪培拉右舷是被两枚鱼雷命中，不过他认为是日舰发射的。
87. ↑  Morison（1958年），第39页
88. ↑  Loxton，第213页
89. ↑  Frank（1990年），第105–106页
90. 1 2  Frank（1990年），第107页
91. ↑  Loxton，第207页
92. ↑  Morison（1958年），第38–39页
93. ↑  Dull（1978年），第199页
94. 1 2  Loxton，第208页
95. ↑  Frank（1990年），第107–108页
96. ↑  Morison（1958年），第40–47页
97. ↑  Loxton，第217–221页
98. ↑  Morison（1958年），第41–44页
99. ↑  Loxton，第226–227页
100. ↑  Loxton，第231页
101. ↑  Frank（1990年），第111–113页
102. ↑  Morison（1958年），第47页
103. ↑  Loxton，第225–228页
104. ↑  Frank（1990年），第114页
105. ↑  Morison（1958年），第50–51页
106. ↑  Frank（1990年），第115页
107. ↑  Dull（1978年），第201页
108. ↑  Toland, John, ibid, p. 362.
109. ↑  亀井宏（1994年），第165页
110. ↑  Loxton，第237–239页
111. ↑  勝機，第364页
112. ↑  Morison（1958年），第53页
113. ↑  Frank（1990年），第117–118页
114. ↑  Morison（1958年），第57–59页
115. ↑  Loxton，第250–253页
116. ↑  亀井宏（1994年），第177页
117. ↑  #6戦隊日誌(5)p.47
118. ↑  亀井宏（1994年），第179页
119. ↑  亀井宏（1994年），第181页
120. 1 2  亀井宏（1994年），第174页
121. ↑  亀井宏（1994年），第350页
122. ↑  吉田俊雄『四人の連合艦隊司令長官』133頁
123. ↑  戦藻録，第164-165页
124. ↑  亀井宏（1994年），第171-172页
125. ↑  勝機，第50页
126. ↑  戦藻録
127. ↑  「週報 第306号」
128. ↑  海軍生活放談，第511页
129. ↑  戦藻録，第163页
130. ↑  海軍生活放談，第513页
131. ↑  #18戦隊日誌(1)pp.17-18
132. ↑  #18戦隊日誌(2)p.42
133. ↑  #鳥海詳報馬来沖・ソロモン(1)p.34、#鳥海詳報(1)p.18、#鳥海詳報(2)pp.2-3
134. ↑  #鳥海奮戦pp.149、146
135. ↑  亀井宏（1994年），第151页
136. ↑  Murray, War to be Won, pp. 211–215.
137. ↑  #最悪の事故p.145
138. ↑  Frank（1990年），第122页
139. ↑  Shanks, Sandy, The Bode Testament: Author's Interview,  （页面存档备份，存于） and Hackett, CombinedFleet.com.
140. 1 2  Frank（1990年），第123页

## 外部連結
- Bates, Richard W. . NAVPERS 91187. Naval War College. 1950  [2021-06-29]. （原始内容存档于2022-07-06）.
- Cagney, James. . HistoryAnimated.com. 2005  [2006-05-17]. （原始内容 (javascript)存档于2006-05-03）.
- Horan, Mark. . Order of Battle.   [2006-05-17]. （原始内容存档于2006-05-17）.
- Lanzendörfer, Tim. . The Pacific War: The U.S. Navy.   [2006-05-17]. （原始内容存档于2006-05-17）.
- Office of Naval Intelligence. . Combat Narratives. Solomon Islands Campaign II. Publications Branch, Office of Naval Intelligence, United States Navy. 1943  [2021-06-12]. （原始内容存档于2022-07-09）. PDF （页面存档备份，存于）

## 延伸閱讀
- Custer, Joe James. . The Macmillan Company. 1944. ASIN B0007DXLUG.
- D'Albas, Andrieu. . Devin-Adair Pub. 1965. ISBN 0-8159-5302-X.
- Hammel, Eric. . St. Paul, MN, USA: Zenith Press. 1999. ISBN 0-7603-2052-7.
- Kilpatrick, C. W. . Exposition Press. 1987. ISBN 0-682-40333-4.
- Lacroix, Eric; Linton Wells. . Naval Institute Press. 1997. ISBN 0-87021-311-3.
- Ōmae, Toshikazu. . David C. Evans  (编).  2nd. Annapolis, Maryland: Naval Institute Press. 1986. ISBN 0-87021-316-4.